# 山形運輸支局
山形運輸支局（やまがたうんゆしきょく）は国土交通省の地方支分部局である運輸支局のひとつ。東北運輸局管内。
本庁舎（陸運部門担当）、酒田庁舎（海事部門担当）の他、陸運部門を担当する出先機関を有する。

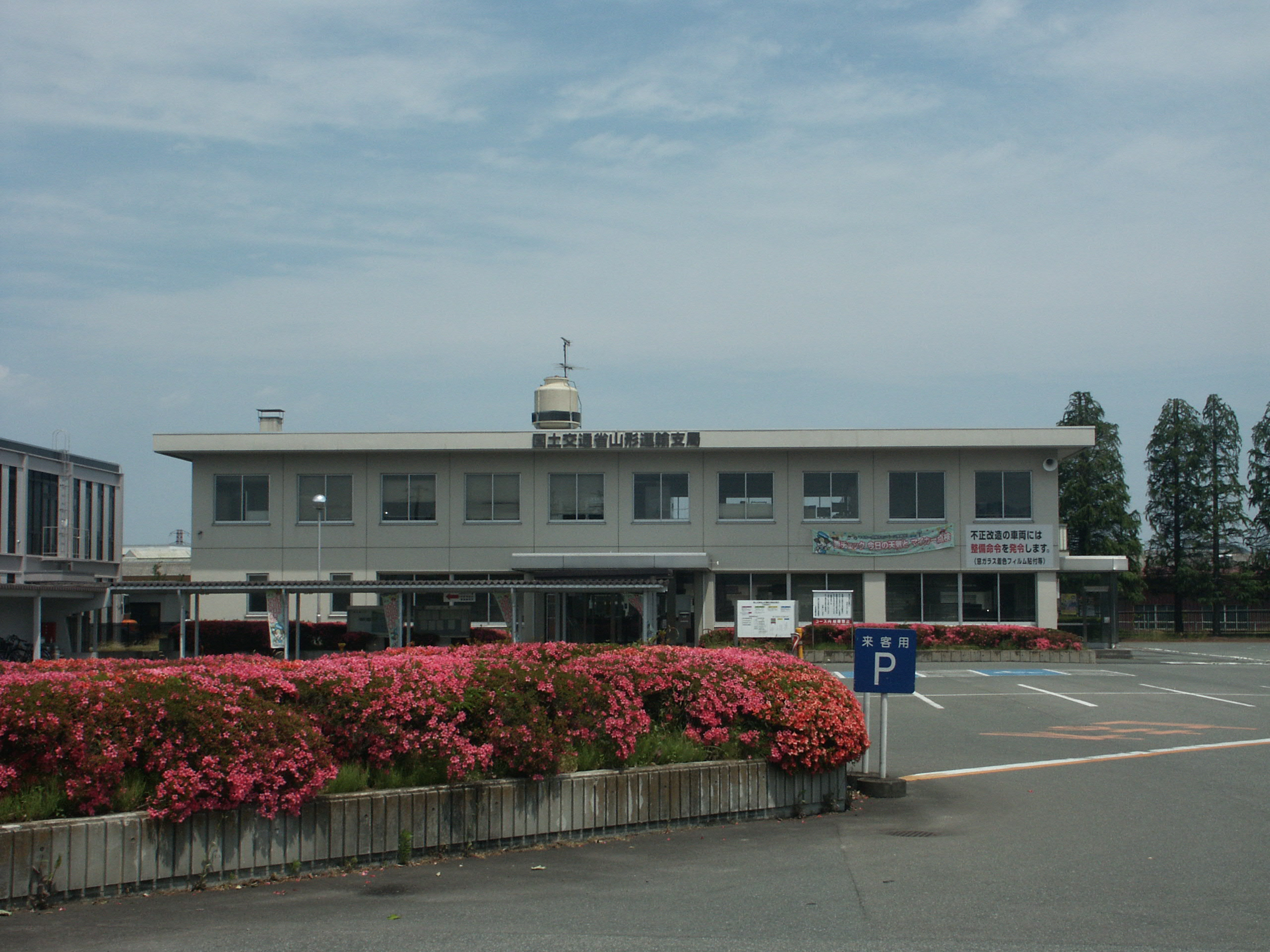
山形運輸支局

## 所在地
- 本庁舎 - 山形県山形市大字漆山字行段1422-1
  - 庄内自動車検査登録事務所 - 山形県東田川郡三川町大字押切新田字歌枕3
- 酒田庁舎 - 山形県酒田市船場町2丁目5-43 酒田港湾合同庁舎2F

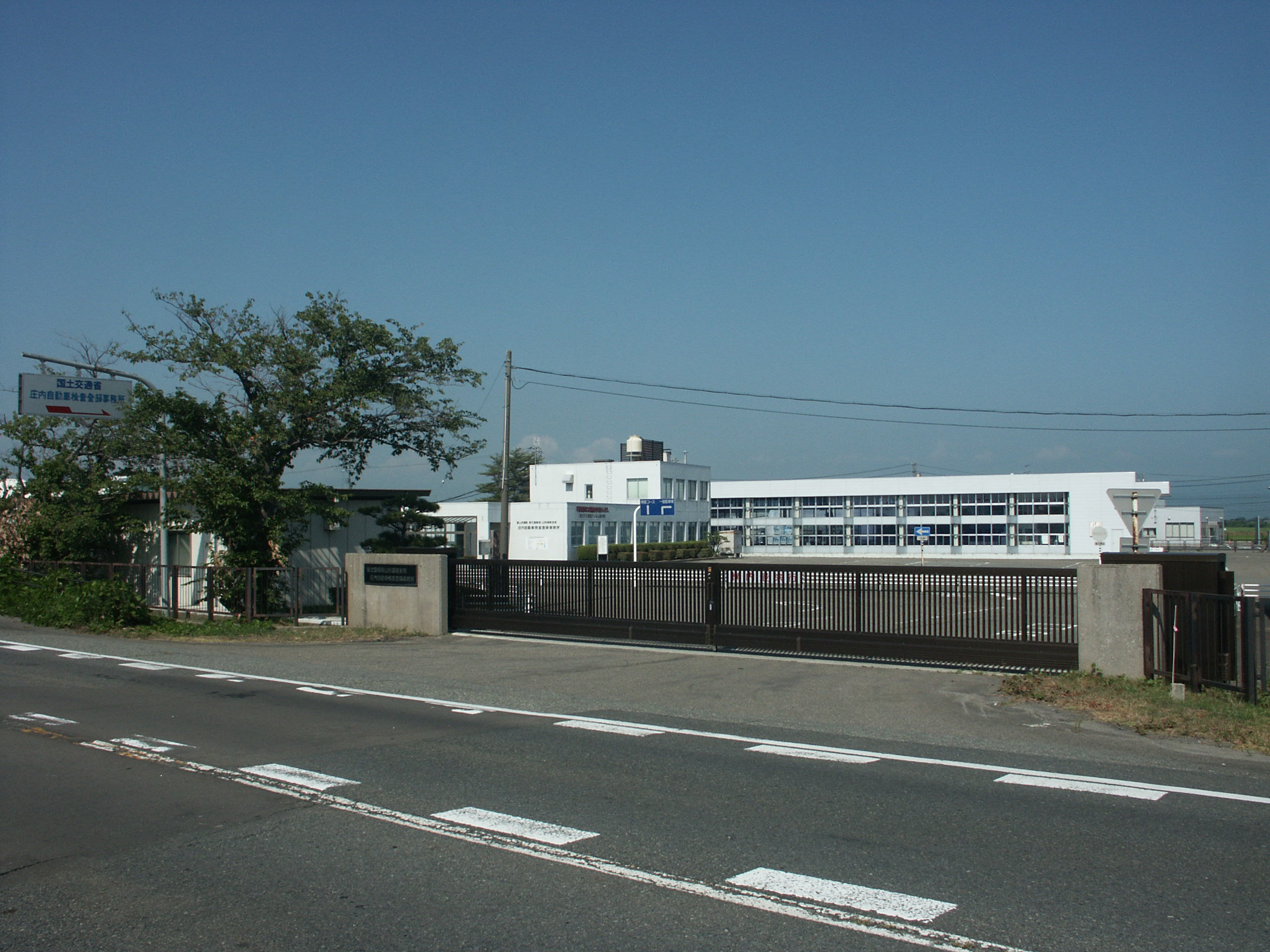
庄内自動車検査登録事務所
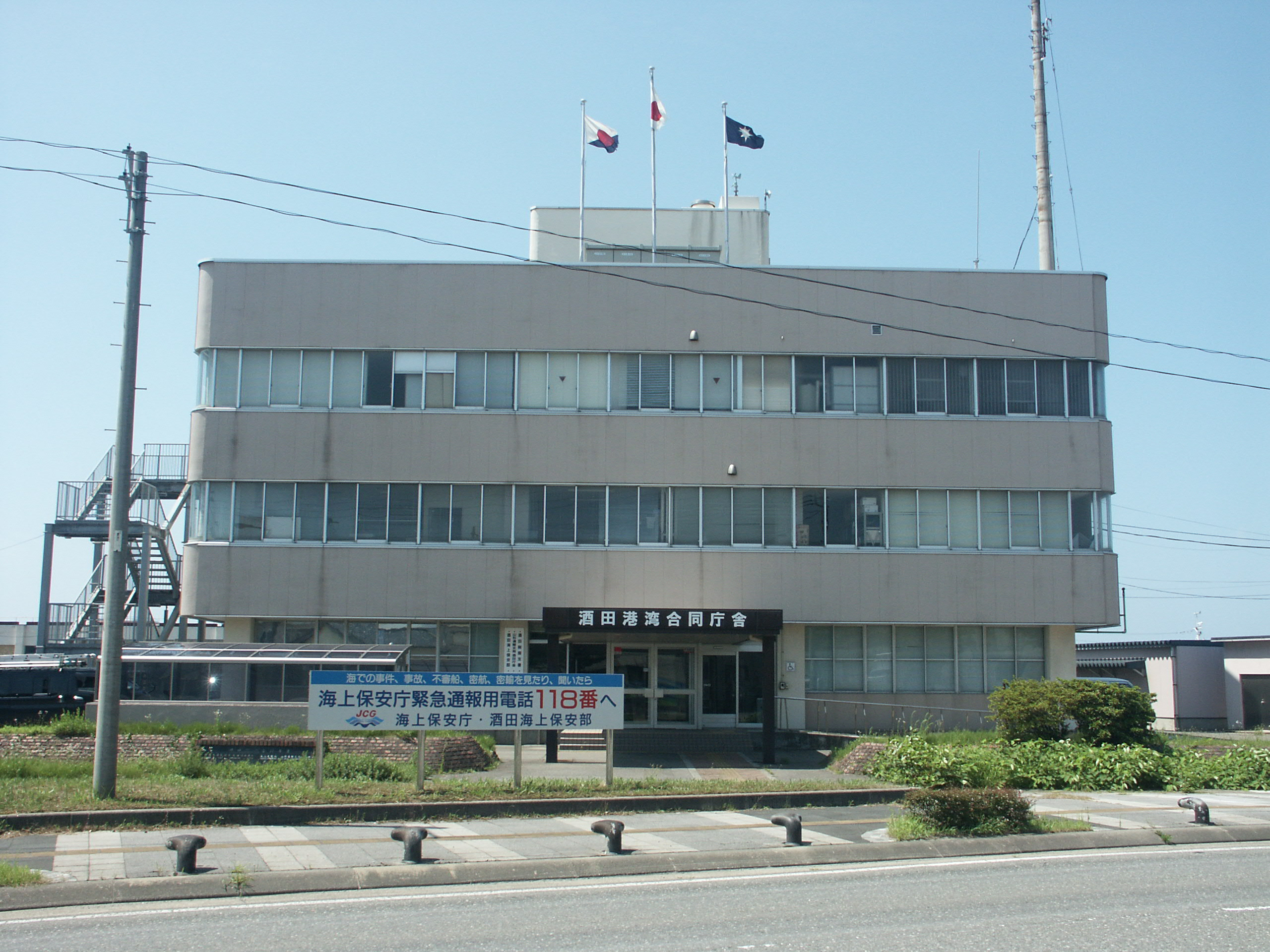
酒田庁舎が所在する酒田港湾合同庁舎

## 管轄区域

### 陸運部門
- 本庁舎 - 山形県村山地方・最上地方・置賜地方（山形市・米沢市・新庄市・寒河江市・上山市・村山市・長井市・天童市・東根市・尾花沢市・南陽市・東村山郡・西村山郡・北村山郡・最上郡・東置賜郡・西置賜郡）
  - ここで交付されるナンバープレートは「山形」ナンバーになる。
- 庄内自動車検査登録事務所 - 山形県庄内地方（酒田市・鶴岡市・東田川郡・飽海郡）
  - 1979年3月12日、山形県陸運事務所庄内支所（当時）として開設。市部ではなく町部に陸運事務所支所が設けられたのは日本初（なお、三川町には県の出先機関である庄内総合支庁も設けられている）。
  - ここで交付されるナンバープレートは「庄内」ナンバーになる。

### 海事部門
- 酒田庁舎 - 山形県全域